# Nihilizm

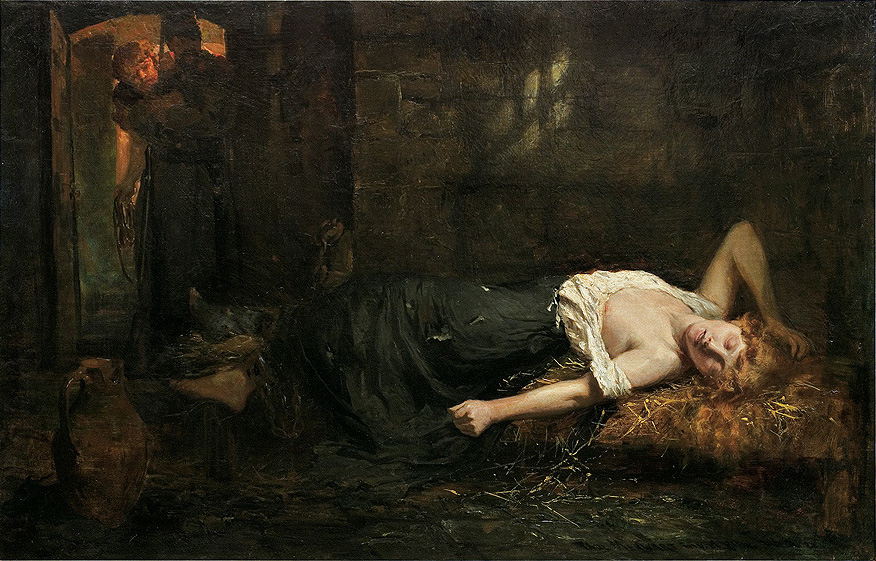
Nihilistka pędzla Paula Merwarta

Nihilizm (od łac. nihil – nic) – wieloznaczny termin filozoficzny, którego kluczowym pojęciem jest negacja. Różne formy nihilizmu odpowiadają różnym działom filozofii, takim jak epistemologia, ontologia, aksjologia czy filozofia polityczna.
Rozróżnia się kilka kategorii tego pojęcia:
- Nihilizm ontologiczny traktuje o nieistnieniu żadnego bytu. W starożytności reprezentowany przez Gorgiasza. Według innego rozumienia nihilizmu tylko niektóre aspekty życia nie istnieją jako takie (zob. też rzecz sama w sobie) oraz że nie istnieją konkretne obiekty będące desygnatami istniejących pojęć (przykład: „Andrzeja Partuma nihilizm ontologiczny”[2]).
- Nihilizm epistemologiczny (zob. epistemologia) ukazuje, iż poznanie nie jest w ogóle możliwe (skrajny sceptycyzm poznawczy) i nie istnieje żaden sposób otrzymania wiedzy pewnej (skrajny sceptycyzm metodologiczny), albo zaprzecza nawet istnieniu jakiejkolwiek formy wiedzy pewnej.
- Nihilizm egzystencjalny[3] głosi brak celu, sensu, znaczenia i wartości życia (zob. aksjologia).
- Nihilizm moralny wyraża pogląd nieistnienia pewnych ani absolutnych, niewychodzących poza abstrakcję, wartości moralnych (zob. normy moralne, etyka – niektóre systemy etyczne).

W filozofii społecznej nihilizm jest czasami wykorzystywany do określenia takiego stanu społecznego, w którym jednostki są przeświadczone o braku celowości wraz z doświadczeniem pustoty znaczeniowej wszelkich regulacji i unormowań prawnych, zwyczajowych czy kulturowych.
Gwałtowny rozkwit różnych form nihilizmu przypadł na epokę modernizmu, jednakże nieprzerwanie rozwija się on w czasach obecnych. Pogłębianie się tendencji nihilistycznych w społeczeństwie przewidział Fryderyk Nietzsche.